# Киртидль
Киртидль (исл. kyrtill) — одно из пяти исландских традиционных платьев, которые носили женщины. Он был создан известным исландским художником Сигюрдюром Гвюдмюндссоном в 1870 году, как более легкий и удобный костюм, чем национальные костюмы. Дизайн одежды похож на традиционную одежду викингов. Сигурд создал первый костюм белым, однако со временем появились киртидли всех цветов, а также разноцветные киртидли. Сейчас киртидль носят в особых случаях: на свадьбах, праздниках. Киртидль или скёйтбунингюр надеваются также женами президентов или женщинами-президентами во время инаугурации.
Начиная с 2001 года все исландские национальные костюмы, включая киртиль, контролируются государственным специалистом по вопросам национальных костюмов (исл. Þjóðbúningaráð), который следит за сохранением стиля и технологии производства национальных исландских костюмов.